# ドン・ニックス
ドン・ニックス (英: William Donald Nix、1941年9月27日 - 2024年12月31日)は、アメリカ合衆国のミュージシャン、ソングライター、音楽プロデューサーである。ニックスは「Going Down」のソングライターとして最も知られており、オールミュージックは彼のことを「サザン・ソウルおよびロック界において、知る人ぞ知る存在のひとり」としている。
ソロ・アーティストとしてニックスは1971年と2008年の間に9枚のアルバムをリリースし、3冊の本を出版している。

## 来歴

### キャリア初期
ドン・ニックスは1941年9月27日、テネシー州メンフィスの音楽一家に生まれた。彼の弟のラリーはメンフィスのスタックス・レコードおよびアーデント・スタジオのマスタリング担当の技術者となった。ニックスのキャリアは、スティーヴ・クロッパー、ドナルド・ダック・ダンらとともにメンフィスを拠点としたグループ、マーキーズに参加し、サクソフォーンを担当したところから始まった。彼らは1961年に「Last Night」がシングル・ヒットとなっている。マーキーズ脱退後、ニックスはスタックスのセッション・ミュージシャンとして活動した。
1960年代半ばにはロサンゼルスに拠点を移し、レオン・ラッセル、ゲイリー・ルイス&ザ・プレイボーイズ、ジョン・メイオールズ・ブルースブレイカーズ、フレディ・キングなどのプロデューサーおよびソングライターを務めた。ニックスの最も知られた楽曲「Going Down」は1969年にリリースされたモロックというバンドのアルバム『Moloch』に収録され、ジェフ・ベック・グループ、ザ・フーらにカバーされるなどし、ブルースロックのスタンダードとなった。1971年にニックスはジョージ・ハリソンと知り合い、その縁で彼がバングラデシュ・コンサートのバック・ヴォーカリストを手配することにつながった。

### ソロ・デビュー
1971年、以前より交流のあったレオン・ラッセルのレーベル、シェルター・レコードより初のソロ作『In God We Trust』をリリース。同年には、セカンド作『Living by the Days』をエレクトラ・レコードからリリースしている。
更に同年、ジーニー・グリーン、ファーリー・ルイスらとアラバマ・ステート・トルーパーズを結成し、全米ツアーを行なった。当初このツアーは『Living by the Days』のプロモーションを念頭に組まれたものの、ベテラン・ブルース・アーティストのルイスがオープニングを務めるなど、独自色を示すこととなった。翌1972年、エレクトラはこのツアーのライヴ盤『Alabama State Troupers Road Show』をリリースしている。しかしながら、このグループを長くは続かず、一度限りのツアーで終焉を迎えた。
ソロ・アーティストとして活発な動きを見せたニックスだったが、作品の売れ行きは芳しくなく、やがて彼は他のアーティストのレコーディングに軸足を移していった。
1980年代には自身の作品は出していないが、ナッシュヴィルに居を移し、再びソングライティングと他のアーティストのプロデュースをするようになった。

### 後年の作品と来日公演
2002年には10年近い空白期を経てアルバム『Goin' Down: The Songs of Don Nix』をリリース。これは、ブライアン・メイ、トニー・ジョー・ホワイト、ボビー・ブラムレットなど豪華ゲストを迎え、新曲を含め自身の書いた楽曲を歌う作品となっている。
その後2006年、2008年とソロ作を発表した。
2013年にはロニー・ナイトとともに来日公演を行なった。万全の環境とは言えない中、日本人プレイヤーも入れたバンドのサポートを得て往年のレパートリーを中心に披露した

### 死去
ニックスは2024年12月31日、テネシー州ジャーマンタウンの自宅にて死去した。83歳だった。死因は明らかにされていないものの、黄斑変性症を患っており、視力を失っていたと伝えられている。

## ディスコグラフィー

### ソロ
- 1971年 『In God We Trust』 (Shelter)
- 1971年 『Living by the Days』 (Elektra)
- 1973年 『Hobos, Heroes and Street Corner Clowns』 (Enterprise)
- 1976年 『Gone Too Long』 (Cream)
- 1979年 『Skyrider』 (Cream)
- 1993年 『Back to the Well』 (Appaloosa)
- 2002年 『Goin' Down: The Songs of Don Nix』 (Evidence Music)
- 2006年 『I Don't Want No Trouble!』 (Section Eight)
- 2008年 『Passing Through』 (Section Eight)

### アラバマ・ステート・トルーパーズ
- 1971年 『Alabama State Troupers Road Show』 (Elektra)[7]
- 2005年 『Live for a Moment』 (AIM)[7]

## 著書
- 1997年 『Road Stories and Recipes』 (Schirmer Books/Simon & Schuster, New York) ISBN 0-02-864621-5
- 『Who's That with Don Nix?』 – ドン・ニックスの個人的な経験を記したフォトジャーナル
- 1997年, 2015年 『Memphis Man: Living High, Laying Low』 (Sartoris Literary Group, Jackson, Mississippi) ISBN 978-1-941644-39-3